# Chlaenius prasinus
Chlaenius prasinus är en skalbaggsart som beskrevs av Pierre François Marie Auguste Dejean. Chlaenius prasinus ingår i släktet Chlaenius och familjen jordlöpare. Inga underarter finns listade i Catalogue of Life.